# 上野隆太
上野 隆太（うえの りゅうた、1985年10月2日 - ）は、日本の元ラグビー選手。現在ジャパンラグビーリーグワントヨタヴェルブリッツのFWアシスタントコーチを務めている。

## プロフィール
- 京都府出身[1]。
- ポジションはフッカー(HO)。
- 身長 174 cm、体重 100 kg
- 日本代表通算キャップ数は1。
- 日本Ａ代表に選ばれたことがある[2]。

## 略歴
ラグビーを始めるきっかけは小学校の時、京都ラグビースクールに通ったことから。
2004年、東海大仰星高校(現・東海大大阪仰星高校)卒業後、明治大学に入る。
2007年、明治大学ラグビー部の主将を務めた。
2008年、明治大学卒業後、トヨタ自動車ヴェルブリッツに加入。同年10月11日に行われたジャパンラグビートップリーグ第4節のコカ・コーラウエストレッドスパークス戦に途中出場で公式戦初出場を果たす。
2011年5月21日に行われたアジア5カ国対抗スリランカ戦で日本代表初キャップを獲得した。
2017年8月にはトップリーグ通算100試合出場達成。
2019年、トヨタ自動車ヴェルブリッツを退団した。